# Margravi di Meißen

Il Margraviato di Meißen fu uno stato territoriale di confine del Sacro Romano Impero. La Marca di Meißen (oggi in Sassonia) venne fondata nel 965 dall'Imperatore Ottone I; nel 929, Enrico I vi costruì una fortezza dove attualmente sorge il castello della città. Nel corso dei secoli, molte famiglie si avvicendarono nel governo della Marca di Meißen sino a quando essa non venne incorporata nell'Elettorato di Sassonia, nel 1423.
| Dinastia       | Nome                  | Periodo   | Note |
|                | Wigberto              | 965-970   | |
|                | Tietmaro              | 970-979   | anche margravio di Merseburg                                                                                      |
| Eccardingi     | Günther di Merseburgo | ?         | anche margravio di Merseburg                                                                                      |
| Wettin (forse) | Rikdag                | 979-985   | dal 982 anche Margravio di Merseburg, pose Wigger a Zeitz, Gunther a Merseburg e Wigberto a Meißen come Margravio |
| Eccardingi     | Eccardo I             | 985-1002  | figlio di Günther di Merseburg                                                                                    |
| Eccardingi     | Gunzelin              | 1002-1009 | |
| Eccardingi     | Ermanno I             | 1009-1031 | |
| Eccardingi     | Eccardo II            | 1031-1046 | |
| Weimar         | Guglielmo             | 1046-1062 | |
| Weimar         | Ottone I              | 1062-1067 | |
| Braunschweig   | Egberto I             | 1067-1068 | |
| Braunschweig   | Egberto II            | 1068-1089 | |
| Wettin         | Enrico I              | 1089-1103 | |
| Wettin         | Thimo                 | 1103      | Reggente con il pronipote Enrico II                                                                               |
| Wettin         | Enrico II             | 1103-1123 | |
| Groitzsch      | Wiprecht              | 1123-1124 | |
| Groitzsch      | Ermanno II            | 1124-1129 | |
| Wettin         | Corrado               | 1123-1156 | |
| Wettin         | Ottone II             | 1156-1190 | |
| Wettin         | Alberto I             | 1190-1195 | Alla sua morte seguì il diretto controllo del territorio da parte dell'Imperatore Enrico VI                       |
|                | Enrico VI di Svevia   | 1195-1198 | |
| Wettin         | Teodorico I           | 1198-1221 | |
| Wettin         | Enrico III            | 1221-1288 | |
| Wettin         | Alberto II            | 1288      | figlio di Enrico III                                                                                              |
| Wettin         | Federico Tuta         | 1288-1291 | |
|                | Teodorico II          | 1291-1307 | |
| Wettin         | Federico I            | 1291-1323 | |
| Nassau         | Adolfo                | 1293-1298 | |
| Asburgo        | Alberto III           | 1298-1307 | |
| Wettin         | Federico II           | 1323-1349 | Figlio di Federico I                                                                                              |
| Wettin         | Federico III          | 1349-1381 | Figlio di Federico II                                                                                             |
| Wettin         | Baldassarre           | 1349-1382 | Figlio di Federico II                                                                                             |
| Wettin         | Guglielmo I           | 1349-1407 | Figlio di Federico II                                                                                             |
| Wettin         | Giorgio               | 1381-1402 | Figlio di Federico III                                                                                            |
| Wettin         | Guglielmo II          | 1381-1425 | Figlio di Federico III                                                                                            |
| Wettin         | Federico IV           | 1381-1428 | Figlio di Federico III                                                                                            |

## Come titolo in pretesa
Dopo l'abolizione di tutte le monarchie tedesche nel 1918 e la morte di Federico Augusto III, ultimo re di Sassonia, nel 1932, ulteriori capi della casata e pretendenti al trono hanno utilizzato il titolo di Margravio di Meißen.
- Federico Cristiano, margravio di Meißen
- Maria Emanuele, margravio di Meißen
- Alberto, margravio di Meißen, disputato con Alessandro
- Alessandro, margravio di Meißen, disputato con Alberto e Ruediger
- Ruediger, margravio di Meißen, disputato con Alessandro